# Edwin Samson
Edwin Samson (5 de mayo de 1995) es un deportista nigeriano que compite en taekwondo. Ganó una medalla de plata en los Juegos Panafricanos de 2015, y una medalla de bronce en el Campeonato Africano de Taekwondo de 2016.

## Palmarés internacional
| Juegos Panafricanos | Juegos Panafricanos               | Juegos Panafricanos | Juegos Panafricanos |
| Año                 | Lugar                             | Medalla             | Categoría           |
| ------------------- | --------------------------------- | ------------------- | ------------------- |
| 2015                | Brazzaville (República del Congo) | Medalla de plata    | –63 kg              |
| Campeonato Africano |                                   |                     |                     |
| Año                 | Lugar                             | Medalla             | Categoría           |
| 2016                | Puerto Saíd (Egipto)              | Medalla de bronce   | –63 kg              |